# Mitja Kosovelj
Mitja Kosovelj, né le 16 août 1984, est un coureur de fond slovène. Il est double champion du monde de course en montagne longue distance.

## Biographie
Dans sa jeunesse, Mitja songe sérieusement à entreprendre une carrière en football mais finit par suivre les traces de son père et se met à l'athlétisme, en course de fond.
Il remporte son premier succès international lors du Trophée mondial de course en montagne 2003 à Girdwood où il décroche le titre de champion du monde junior devant son compatriote Peter Lamovec.
Le 29 juillet 2007, il prend le départ de la Dolomites SkyRace. Il atteint le col Pordoi avec 1 minute de retard sur le leader Agustí Roc Amador. Il effectue ensuite une descente extrêmement rapide et s'empare de la tête de course. Il franchit la ligne d'arrivée avec plus d'une minute trente sur le second Tòfol Castanyer et établit un nouveau record du parcours en 2 h 4 min 53 s.
Il prend part à la Three Peaks Race en 2008, comptant comme Challenge mondial de course en montagne longue distance. Il surprend tout le monde en pointant en tête après l'abandon de Martin Cox. Il est finalement dépassé par les Britanniques Jethro Lennox et Thomas Owens et termine troisième.
Il remporte son premier marathon, le marathon des trois cœurs, en 2009 à Radenci avec le temps de 2 h 23 min 10 s, tandis que sa sœur remporte la course des 10 kilomètres de l'événement.
Il tente de se qualifier pour le marathon des Jeux olympiques d'été de 2012 à Londres et est provisoirement sélectionné en ayant passé la norme B de 2 h 18 grâce à son temps de 2 h 17 min 45 s effectué au marathon de Padoue le 2 avril. Cependant, Primož Kobe se qualifie avec la norme A de 2 h 15 min 0 s et Mitja n'est pas sélectionné,. Le Challenge mondial de course en montagne longue distance se déroule le 18 juin en Slovénie dans le cadre du Gorski Maraton. Mitja domine la course et remporte la victoire avec plus de 4 minutes devant le trio écossais mené par Thomas Owen. Il décroche également la médaille d'argent par équipes avec Simon Alic et Peter Lamovec. 
Le 5 mai 2013, lui et sa sœur terminent tous deux deuxièmes du marathon de Trieste. Lors du Challenge mondial de course en montagne longue distance le 3 août à Szklarska Poreba, il se livre à un intense duel durant plus de la moitié de la course avec le Roumain Ionut Zinca. Ce dernier craque dans les derniers kilomètres, permettant à Mitja de décrocher son deuxième titre mondial.
Il retente sa change pour le marathon des Jeux olympiques d'été de 2016 à Rio de Janeiro en prenant le départ du marathon de Linz le 2 avril 2016 mais se blesse et doit abandonner. Il laisse tomber l'idée de participer aux Jeux olympiques et se concentre sur la course en montagne. Le 18 juin, les championnats du monde de course en montagne longue distance font à nouveau escale à Podbro pour le Gorski Maraton. Mitja est cette fois-ci battu par les Italiens Alessandro Rambaldini et Marco De Gasperi.

## Vie privée
Il est le fils du marathonien Edvin Kosovelj et le frère de Mateja.

## Palmarès

### Course en montagne
| no  | masculin           | Course                                                      | Longueur | Départ           | Temps           |
| --- | ------------------ | ----------------------------------------------------------- | -------- | ---------------- | --------------- |
| 2e  | Médaille d'argent  | Course de Šmarna Gora                                       | 9,2 km   | 9 octobre 2004   | 41 min 47 s     |
| 6e  | 6e                 | Championnats d'Europe de course en montagne                 | 11,16 km | 6 juillet 2006   | 58 min 53 s     |
| 1re | Médaille d'or      | Dolomites SkyRace                                           | 22 km    | 29 juillet 2007  | 2 h 4 min 53 s  |
| 3e  | Médaille de bronze | Course de Šmarna Gora                                       | 9,2 km   | 6 octobre 2007   | 42 min 4 s      |
| 8e  | 8e                 | Championnats d'Europe de course en montagne                 | 12,8 km  | 12 juillet 2008  | 51 min 39 s     |
| 3e  | Médaille de bronze | Challenge mondial de course en montagne longue distance     | 37,4 km  | 26 avril 2008    | 2 h 57 min 36 s |
| 3e  | Médaille de bronze | Course de montagne du Feuerkogel                            | 11 km    | 10 août 2008     | 59 min 15 s     |
| 1re | Médaille d'or      | Course de Šmarna Gora                                       | 9,2 km   | 4 octobre 2008   | 40 min 22 s     |
| 1re | Médaille d'or      | Challenge mondial de course en montagne longue distance     | 42,4 km  | 18 juin 2011     | 3 h 22 min 32 s |
| 3e  | Médaille de bronze | Dolomites SkyRace                                           | 22 km    | 22 juillet 2012  | 2 h 6 min 58 s  |
| 2e  | Médaille d'argent  | Challenge mondial de course en montagne longue distance     | 42,2 km  | 8 septembre 2012 | 3 h 0 min 47 s  |
| 1re | Médaille d'or      | Challenge mondial de course en montagne longue distance     | 44 km    | 3 août 2013      | 3 h 7 min 36 s  |
| 1re | Médaille d'or      | Championnats de Slovénie de course en montagne              | 10 km    | 24 mai 2014      | 36 min 29 s     |
| 5e  | 5e                 | Championnats d'Europe de course en montagne                 | 12,8 km  | 12 juillet 2014  | 57 min 23 s     |
| 6e  | 6e                 | Championnats du monde de course en montagne longue distance | 42,2 km  | 4 juillet 2015   | 3 h 8 min 54 s  |
| 2e  | Médaille d'argent  | Fletta Trail                                                | 21 km    | 19 juillet 2015  | 1 h 29 min 31 s |
| 3e  | Médaille de bronze | Championnats du monde de course en montagne longue distance | 42,2 km  | 18 juin 2016     | 3 h 46 min 33 s |

### Route/cross
| Année | Compétition                               | Lieu      | Place | Épreuve       | Performance     |
| ----- | ----------------------------------------- | --------- | ----- | ------------- | --------------- |
| 2004  | Semi-marathon de Ljubljana                | Ljubljana | 3e    | Semi-marathon | 1 h 9 min 2 s   |
| 2006  | Città di Palmanova                        | Palmanova | 2e    | Semi-marathon | 1 h 7 min 19 s  |
| 2007  | Championnats de Slovénie de cross-country | Velenje   | 1er   | Cross-country | 32 min 44 s     |
| 2007  | Semi-marathon de Ljubljana                | Ljubljana | 1er   | Semi-marathon | 1 h 6 min 45 s  |
| 2007  | Città di Palmanova                        | Palmanova | 1er   | Semi-marathon | 1 h 8 min 40 s  |
| 2008  | Semi-marathon de Ljubljana                | Ljubljana | 2e    | Semi-marathon | 1 h 6 min 6 s   |
| 2008  | Città di Palmanova                        | Palmanova | 1er   | Semi-marathon | 1 h 6 min 59 s  |
| 2008  | Marathon de San Remo                      | San Remo  | 3e    | Marathon      | 2 h 22 min 30 s |
| 2009  | Championnats de Slovénie de cross-country | Domžale   | 1er   | Cross-country | 32 min 46 s     |
| 2009  | Marathon des trois cœurs                  | Radenci   | 1er   | Marathon      | 2 h 23 min 10 s |
| 2009  | Semi-marathon de Ljubljana                | Ljubljana | 1er   | Semi-marathon | 1 h 7 min 33 s  |
| 2010  | Semi-marathon de Rijeka                   | Rijeka    | 3e    | Semi-marathon | 1 h 6 min 5 s   |
| 2010  | Marathon de Prague                        | Prague    | 20e   | Marathon      | 2 h 21 min 33 s |
| 2010  | Marathon de Ljubljana                     | Ljubljana | 12e   | Marathon      | 2 h 24 min 33 s |
| 2011  | Championnats de Slovénie de cross-country | Velenje   | 1er   | Cross-country | 31 min 6 s      |
| 2011  | Marathon de Padoue                        | Padoue    | 6e    | Marathon      | 2 h 17 min 45 s |
| 2012  | Marathon des trois cœurs                  | Radenci   | 1er   | Marathon      | 2 h 22 min 9 s  |
| 2012  | Marathon de Ljubljana                     | Ljubljana | 12e   | Marathon      | 2 h 30 min 46 s |
| 2013  | Marathon de Trieste                       | Trieste   | 2e    | Marathon      | 2 h 21 min 28 s |
| 2014  | Marathon de Milan                         | Milan     | 7e    | Marathon      | 2 h 18 min 23 s |
| 2015  | UNESCO Cities Marathon                    | Cividale  | 2e    | Marathon      | 2 h 18 min 0 s  |
| 2015  | Marathon des trois cœurs                  | Radenci   | 4e    | Marathon      | 2 h 20 min 20 s |
| 2015  | Marathon de Ljubljana                     | Ljubljana | 10e   | Marathon      | 2 h 20 min 53 s |

## Piste
| Année | Compétition                                | Lieu    | Place | Épreuve  | Performance    |
| ----- | ------------------------------------------ | ------- | ----- | -------- | -------------- |
| 2006  | Championnats de Slovénie de course de fond | Velenje | 1er   | 10 000 m | 31 min 17 s 06 |
| 2010  | Championnats de Slovénie de course de fond | Domžale | 1er   | 10 000 m | 30 min 55 s 35 |

## Records
| Épreuve       | Performance     | Date          | Lieu      |
| ------------- | --------------- | ------------- | --------- |
| 3 000 mètres  | 8 min 35 s 46   | 22 avril 2007 | Ljubljana |
| 5 000 mètres  | 14 min 41 s 61  | 21 avril 2007 | Ljubljana |
| 10 000 mètres | 30 min 55 s 35  | 24 avril 2010 | Domžale   |
| 10 kilomètres | 30 min 11 s     | 26 avril 2015 | Muggia    |
| Semi-marathon | 1 h 104 min 4 s | 2 mai 2014    | Gorizia   |
| Marathon      | 2 h 17 min 45 s | 17 avril 2011 | Padoue    |